# Norbert Blecha
Norbert Blecha, né le 22 septembre 1950 à Vienne, est un acteur, cascadeur et producteur de cinéma autrichien.

## Biographie
Norbert Blecha naît en 1950 à Vienne, comme premier enfant d'Ernestine et Josef Blecha. Il poursuit sa scolarité au Realgymnasium (lycée) du 18e arrondissement et commence à apprendre le métier de mécanicien dans l'entreprise de ses parents.
Passionné pour la vitesse et la prise de risque, il participe aux circuits de Formule Ford, de Formule SuperV, Formule 3, fait du deltaplane et finalement de la cascade.
Son amitié avec Ursula Andress lui permet de participer au tournage de Croix de fer en 1977 à Vienne. C'est là que sa carrière cinématographique de cascadeur et d'acteur commence.
En 1984 il revient en Europe, fonde la société Terrafilm et entreprend comme producteur une nouvelle carrière.

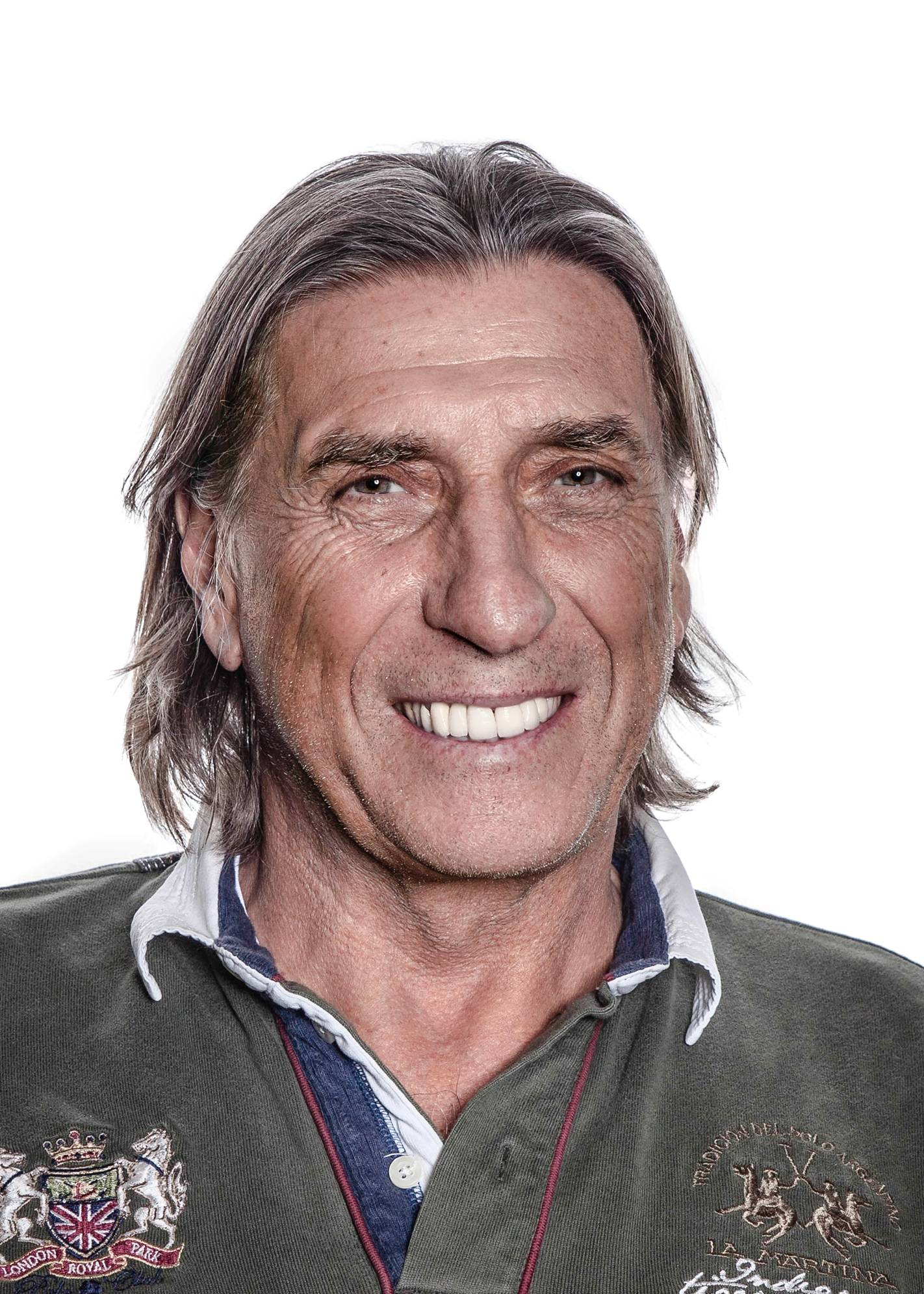
Norbert Blecha (2016)

Son premier succès international lui vient pour le film dramatique Requiem für Dominik, réalisé par son camarade de jeunesse Robert Dornhelm.
En 2015 il signe un accord cadre pour des coproductions austro-chinoises en présence des présidents Heinz Fischer et Xi Jinping.
En 2014, il préside le jury du festival international du cinéma catholique Mirabile Dictu, jury dont il est encore membre en 2024.

### Vie familiale
Il a épousé l'avocate Me Katrin Ehrbar à Rome en 2019.

## Filmographie partielle
- 1984 : Les Guerriers de la jungle (en) (Jungle Warriors) d'Ernst von Theumer - producteur avec T.A.T. Films
- 1985 : Rage To Kill ou Hell Hunters d'Ernst von Theumer - coproducteur avec T.A.T. Films, également acteur
- 1986 : Chaleur rouge (Red Heat) de Robert Collector - producteur avec T.A.T. Films
- 1989 : SAS : L'Œil de la veuve d'Andrew V. McLaglen - producteur et acteur
- 1990 : Requiem für Dominik de Robert Dornhelm - producteur
- 1996 : Der Unfisch (de) de Robert Dornhelm - producteur
- 1999 : The Venice Project de Robert Dornhelm - producteur
- 2000 : Da wo die Berge sind (de) de Kurt Ockermüller - producteur
- 2001 : Ene mene muh – und tot bist du (de) de Houchang Allahyari - producteur
- 2001 : The Extremists de Christian Duguay - coproducteur
- 2002 : Da wo die Liebe wohnt (de) de Kurt Ockermüller - producteur
- 2003 : Da wo die Heimat ist
- 2004 : Da wo die Herzen schlagen
- 2005 : Da wo das Glück beginnt
- 2006 : Da wo es noch Treue gibt
- 2007 : Da wo die Freundschaft zählt
- 2008 : Da wo wir zuhause sind
- 2009 : The Gardener of God de Liana Marabini
- 2010 : Heimkehr mit Hindernissen
- 2013 : Ruf der Pferde
- 2015 : Mehrstimmig (Die Wiener Sängerknaben)
- 2015 : Lotte Tobisch – Ansichten einer Grand Dame
- 2019 : The Pez Outlaw
- 2021 : Ride back to Freedom
- 2023 : Michael Gaismayr
- 2023 : Magie der Hände
- 2023 : Habsburgs Rache - Akte Frankenburger Würfelspiel
- 2024 : Lackenbach. Meine Kehillah, documentaire

## Récompenses
- 1991 : Prix du Film européen de l'année  pour Requiem für Dominik réalisé par Robert Dornhelm[2]
- 2013 : Goldenes Ehrenzeichen (Décoration en or) de l'Ordre du Mérite (Autriche)[2]
- 2022 : Outstanding Lighting Direction and Scenic Design aux Emmy Award pour The Pez Outlaw